# Copa de Singapura
A Copa de Singapura é uma competição anual de futebol em Singapura. Ela existe desde 1892.

## Campeões
Source:

### Copa de Singapura
| Ano  | Campeão                | Vice                   | Placar na Final | Terceiro                               | Quarto                |
| ---- | ---------------------- | ---------------------- | --------------- | -------------------------------------- | --------------------- |
| 1998 | Tanjong Pagar United   | Singapore Armed Forces | 2–0             | Home United                            | Sembawang Rangers     |
| 1999 | Singapore Armed Forces | Jurong                 | 3–1             | Home United                            | Balestier Central     |
| 2000 | Home United            | Singapore Armed Forces | 1–0             | Geylang United                         | Woodlands Wellington  |
| 2001 | Home United            | Geylang United         | 8–0             | Singapore Armed Forces                 | Tanjong Pagar United  |
| 2002 | Tampines Rovers        | Jurong                 | 1–0             | Geylang United                         | Sengkang Marine       |
| 2003 | Home United            | Geylang United         | 2–1             | Jurong Woodlands Wellington            | 3º no playoff         |
| 2004 | Tampines Rovers        | Home United            | 4–1 (aet)       | Geylang United Sinchi                  | 3º no playoff         |
| 2005 | Home United            | Woodlands Wellington   | 3–2             | Singapore Armed Forces Tampines Rovers | 3º no playoff         |
| 2006 | Tampines Rovers        | Chonburi Province      | 3–2 (aet)       | Woodlands Wellington                   | Balestier Khalsa      |
| 2007 | Singapore Armed Forces | Tampines Rovers        | 4–3             | Bangkok University                     | Woodlands Wellington  |
| 2008 | Singapore Armed Forces | Woodlands Wellington   | 2–1 (aet)       | Tampines Rovers                        | Young Lions           |
| 2009 | Geylang United         | Bangkok Glass          | 1–0             | TTM Samut Sakhon                       | Albirex Niigata (S)   |
| 2010 | Bangkok Glass          | Tampines Rovers        | 1–0             | Étoile                                 | Young Lions           |
| 2011 | Home United            | Albirex Niigata (S)    | 1–0 (aet)       | Étoile                                 | Hougang United        |
| 2012 | Singapore Armed Forces | Tampines Rovers        | 2–1             | Gombak United                          | Loyola Meralco Sparks |
| 2013 | Home United            | Tanjong Pagar United   | 4–1             | Balestier Khalsa                       | Global                |
| 2014 | Balestier Khalsa       | Home United            | 3–1             | Tampines Rovers                        | Brunei DPMM           |
| 2015 | Albirex Niigata (S)    | Home United            | 2–1             | Brunei DPMM                            | Global                |

|  | Clube convidado |

### Performance por clubes
Times em negrito estão na S.League.
| Clube                                  | Campeão | Vice | Títulos                            |
| -------------------------------------- | ------- | ---- | ---------------------------------- |
| Home United                            | 6       | 3    | 2000, 2001, 2003, 2005, 2011, 2013 |
| Singapore Armed Forces / Warriors      | 4       | 2    | 1999, 2007, 2008, 2012             |
| Tampines Rovers                        | 3       | 3    | 2002, 2004, 2006                   |
| Geylang United / Geyland International | 1       | 2    | 2009                               |
| Tanjong Pagar United                   | 1       | 1    | 1998                               |
| Bangkok Glass                          | 1       | 1    | 2010                               |
| Albirex Niigata (S)                    | 1       | 1    | 2015                               |
| Balestier Khalsa                       | 1       | 0    | 2014                               |
| Jurong                                 | 0       | 2    |                                    |
| Woodlands Wellington                   | 0       | 2    |                                    |
| Chonburi Province                      | 0       | 1    |                                    |

### Singapore Amateur Football Association Challenge Cup
| Ano     | Campeão                                                                         |
| ------- | ------------------------------------------------------------------------------- |
| 1892    | Engineers Association Football Club (ou Maritime e Marine Engineers)            |
| 1893    | Royal Engineers                                                                 |
| 1894    | 2nd Battalion Tenth Lincolnshire Regiment                                       |
| 1895    | Royal Artillery                                                                 |
| 1896    | 5th Northumberland Fusiliers                                                    |
| 1897    | 1st Battalion The Rifle Brigade                                                 |
| 1898    | 12th Company Royal Artillery                                                    |
| 1899    | 1st Battalion King's Own Regiment Lancaster Regiment                            |
| 1900    | 12th Company Royal Artillery                                                    |
| 1901    | Singapore Cricket Club                                                          |
| 1902    | 12th Company Royal Artillery                                                    |
| 1903    | Singapore Cricket Club                                                          |
| 1904    | Harlequins                                                                      |
| 1905    | 1st Battalion Sherwood Foresters                                                |
| 1906    | 1st Battalion Sherwood Foresters                                                |
| 1907    | 2nd Battalion West Kent Regiment (2nd XI)                                       |
| 1908    | 2nd Battalion West Kent Regiment (1st XI)                                       |
| 1909    | 3rd Battalion Middlesex Regiment                                                |
| 1910    | 3rd Battalion Middlesex Regiment                                                |
| 1911    | 2nd Battalion West Kent Regiment                                                |
| 1912    | 2nd Battalion West Kent Regiment                                                |
| 1913    | 1st Battalion King's Own Yorkshire Light Infantry                               |
| 1914    | 1st Battalion King's Own Yorkshire Light Infantry                               |
| 1915-16 | não houve 1917 1/4 Battalion King's Shropshire Light Infantry 1918/19 não houve |
| 1920    | 1st Battalion South Staffordshire Regiment                                      |
| 1921    | Singapore Cricket Club                                                          |
| 1922    | 2nd Battalion Middlesex Regiment                                                |
| 1923    | 2nd Battalion Middlesex Regiment                                                |
| 1924    | HMS Pegasus                                                                     |
| 1925    | Straits Chinese Football Association                                            |
| 1926    | 2nd Battalion Duke of Wellington's Regiment                                     |
| 1927    | 2nd Battalion Duke of Wellington's Regiment                                     |
| 1928    | 2nd Battalion Duke of Wellington's Regiment                                     |
| 1929    | Singapore Cricket Club                                                          |
| 1930    | Malay Football Association                                                      |
| 1931    | Malay Football Association                                                      |
| 1932    | Wiltshire Regiment                                                              |
| 1933    | Malay Football Association                                                      |
| 1934    | Malay Football Association                                                      |
| 1935    | Straits Chinese Football Association                                            |
| 1936    | Royal Artillery                                                                 |
| 1937    | Straits Chinese Football Association                                            |
| 1938    | Royal Artillery                                                                 |
| 1939    | Straits Chinese Football Association                                            |
| 1940    | The Loyal Regiment                                                              |
| 1941    | Royal Air Force Seletar                                                         |
| 1942-49 | não houve                                                                       |
| 1950    | Royal Navy                                                                      |
| 1951    | Royal Navy                                                                      |

### Football Association of Singapore Challenge Cup
| Ano     | Campeão                   |
| ------- | ------------------------- |
| 1952    | Tiger SA                  |
| 1953    | Tiger SA                  |
| 1954    | Rovers Sport Club         |
| 1955    | Marine Departament SC     |
| 1956    | Tiger SA                  |
| 1957    | AAA                       |
| 1958    | Fathul Karib FC           |
| 1959    | Darul Afiah FC            |
| 1960    | Royal Air Force Select    |
| 1961-67 | não houve                 |
| 1968    | Police Sports Association |

Não aconteceu copas entre  1969 e 1973.

### Copa do Presidente
| Ano  | Campeão                                   |
| ---- | ----------------------------------------- |
| 1974 | International Contract Specialists        |
| 1975 | Singapore Armed Forces Sports Association |
| 1976 | Geylang International                     |
| 1977 | Toa Payoh United                          |
| 1978 | Geylang International                     |
| 1979 | Toa Payoh United                          |
| 1980 | Police Sports Association                 |
| 1981 | Farrer Park United                        |
| 1982 | Tiong Bahru CSC                           |
| 1983 | Farrer Park United                        |
| 1984 | Singapore Armed Forces Sports Association |
| 1985 | Tiong Bahru CSC                           |
| 1986 | Singapore Armed Forces Sports Association |
| 1987 | Tiong Bahru CSC                           |
| 1988 | Jurong Town                               |
| 1989 | Jurong Town                               |
| 1990 | Geylang International                     |
| 1991 | Geylang International                     |
| 1992 | Balestier United                          |
| 1993 | não houve                                 |
| 1994 | Tiong Bahru CSC                           |
| 1995 | Geylang International                     |